# Nitza Metzger-Szmuk
Nitza Metzger-Szmuk (Tel-Aviv, 1945) és una arquitecta israeliana, guanyadora del premi EMET en arquitectura pel seu treball en documentació i preservació de la ciutat Blanca de Tel-Aviv. També va rebre el Premi Rokach en 2001.

## Educació
Va completar els seus estudis d'arquitectura a la Universitat de Florència en 1978. Després de graduar-se va treballar en una empresa arquitectònica a Florència que es dedica a la conservació d'edificis històrics.

## Treball en arquitectura i preservació
Al seu retorn a Israel en 1989, Metzger-Szmuk va treballar en la Fundació de Tel-Aviv per al desenvolupament d'un estudi arquitectònic dels edificis d'estil internacional de la ciutat. L'estudi va servir de base per al pla de preservació de la ciutat i per al seu primer llibre, Dwelling on the Dunes que va ser publicat en 1994 i ha estat publicat en hebreu, anglés i francés.
Metzger-Szmuk va passar a formar part de l'equip de conservació del municipi de Tel-Aviv-Jaffa en 1990 i ho va liderar fins a 2002. Va ser una de les principals responsables del nomenament de la Ciutat Blanca com a Patrimoni de la Humanitat per la UNESCO en 2003.
En 2003 va obrir un estudi d'arquitectura especialitzat en preservació.

## Carrera acadèmica
En 2005 va entrar en el Technion com a membre de facultat. En 2006 va ser nomenada professora associada. En 2013 va encapçalar el programa de grau en arquitectura amb especialització en preservació.

## Premis
- 2006 - Premi EMET en la categoria: Cultura i Art, Camp: Arquitectura, per la seua contribució a l'hora de promoure la conservació a Israel;
- 2001 - Premi Rokach en Arquitectura;
- Certificat de reconeixement per l'Associació d'arquitectes i planificadors urbans israelians per les seues contribucions professionals en el camp de la conservació.

## Exposicions
Metzger-Szmuk ha sigut comissaria de l'exposició The White City-Tel Aviv's Modern Movement (La Ciutat Blanca-el moviment Modern de Tel-Aviv). L'exposició es va realitzar primer al Museu d'Art de Tel-Aviv en 2004. Des d'aleshores ha viatjat a Canadà, Suïssa, Itàlia, Àustria, Bèlgica i Alemanya.

## Publicacions
- 1945-, Metsger-Samoḳ, Nitsah,. Des maisons sur le sable : Tel-Aviv, mouvement moderne et esprit Bauhaus = Dwelling on the dunes : Tel Aviv, modern movement and Bauhaus ideals.  París: Eclat, 2004. ISBN 9782841620777.